# Корректорская правка
Корре́кторская пра́вка, или корректу́ра, — исправление в тексте грамматических, орфографических, морфологических и технических ошибок. Такими правками занимается специальный человек — корректор.
Корректорская правка включает:
- проверку орфографии (в том числе соблюдения правил переноса, дефисного, слитного и раздельного написания слов);
- устранение морфологических ошибок (употребление форм числа, падежа и др.);
- проверку пунктуации.
- устранение технических ошибок